# Cerithium bhagothorense
Cerithium bhagothorense is een uitgestorven slakkensoort uit de familie van de Cerithiidae. De wetenschappelijke naam van de soort is voor het eerst geldig gepubliceerd in 1928 door Vredenburg.